# フラバノン

フラバノン骨格

フラバノン(flavanone)は、フラボノイドの一種である。通常、7位が二糖でグリコシル化され、フラバノン配糖体となっている。

## 異性化
フラバノンとカルコンは異性化酵素のカルコン-フラバノンイソメラーゼにより相互に変換されうる。

## フラバノンの一覧
- ブチン
- エリオジクチオール
- ヘスペレチン
- ホモエリオジクチオール
- イソサクラネチン
- ナリンゲニン
- ピノセムブリン
- サクラネチン
- ステルビン

## 配糖体
- ヘスペリジン
- ナリンギン
- ナリルチン
- ポンシリン
- サクラニン
- ノビレチン
- タンゲリニン

## 代謝
カルコンイソメラーゼは、カルコン様化合物からフラバノンを生成する。フラバノン-4-レダクターゼは、(2S)-フラバン-4-オールとNADP+から(2S)-フラバノン、NADPH、H+を生成する。

## 合成
フラバノン及び関連化合物のエナンチオ選択性化学的または生化学的合成法として、様々な方法が存在する。